# Alberto Mantovani

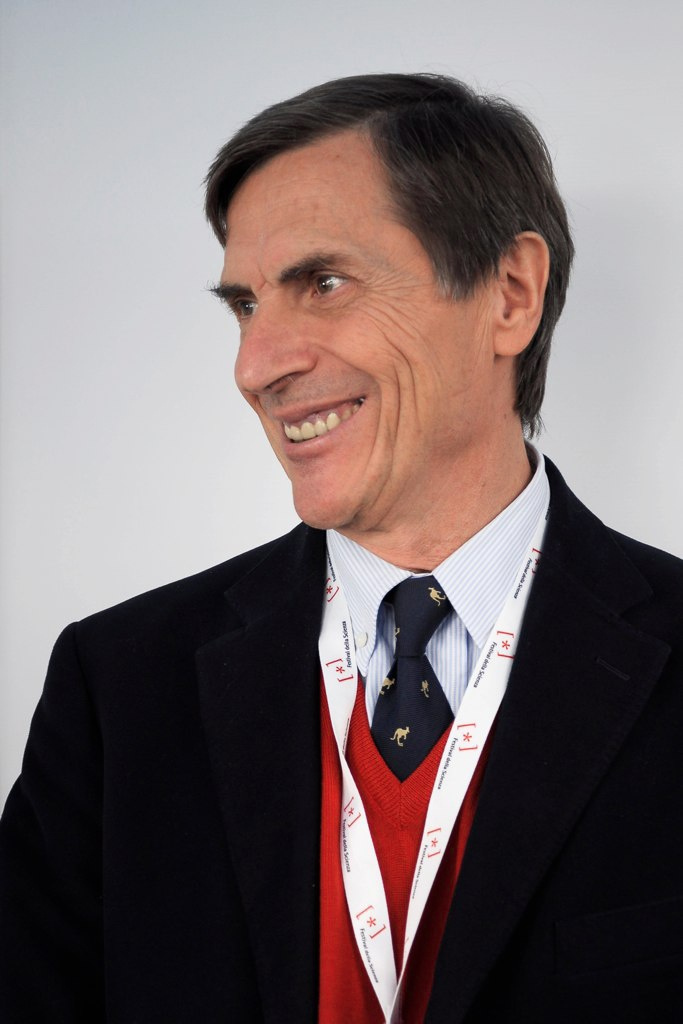
Alberto Mantovani

Alberto Mantovani (* 29. Oktober 1948 in Mailand) ist ein italienischer Mediziner (Onkologie, Immunologie, Pathologie).

## Leben
Mantovani studierte Medizin in Mailand mit dem Laurea-Abschluss in Medizin und Chirurgie 1973. Danach spezialisierte er sich an der Universität Pavia als Facharzt für Onkologie (1976). 1975/76 war er am Chester Beatty Research Institute in Sutton in der Abteilung Tumorimmunologie und 1978/79 im Labor für Immundiagnose der National Institutes of Health in Bethesda (Maryland). Ab 1979 war er leitender Wissenschaftler am Istituto di Ricerche Farmacologiche „Mario Negri“ in Mailand, wo er ab 1981 das Labor für Immunologie leitete und 1996 bis 2005 die Abteilung Immunologie und Zellbiologie. Außerdem war er 1994 bis 2001 Professor für allgemeine Pathologie an der Universität Brescia. 2001 bis 2014 war er Professor für Pathologie an der Universität Mailand und ab 2014 an der Humanitas-Universität. Er war schon ab 2005 wissenschaftlicher Direktor des Istituto Clinico Humanitas und Präsident der Fondazione Humanitas per la Ricerca.
Mantovani untersuchte den Zusammenhang von Entzündungsreaktionen und Krebs und besonders die Rolle des angeborenen Immunsystems in der Krebsabwehr. Er begann diese Untersuchungen in den 1970er Jahren und zeigte, dass Makrophagen (Tumor Associated Macrophages, TAM) als Bestandteile des angeborenen Immunsystems in der sauerstoffarmen Umgebung von Tumoren umprogrammiert werden können und das Tumorwachstum und die Metastasenbildung fördern können, statt sie zu schwächen. Sie setzen Angiogenese-Faktoren frei, fördern die Vermehrung der Krebszellen, machen die umliegenden Zellen für Tumorzellen durchlässiger und bremsen körpereigene Lymphozyten in der Krebsabwehr durch Aktivierung von Checkpoints. Dies führte zu einer neuen Sichtweise auf die Tumorbiologie und der Rolle chronischer Entzündungen bei Krebsentstehung und liefert einen möglichen Ansatzpunkt von Immuntherapien gegen Krebs in Form von Antagonisten gegen bestimmte mit Entzündungen verbundenen Zytokinen und Chemokinen. Wenn genetische Defekte Krebs auslösen wie ein Streichholz Feuer, so ein Vergleich von Mantovani, so wirken bestimmte Entzündungsreaktionen des Körpers wie Treibstoff, der das Feuer unterhält. Er untersuchte die Rolle verschiedener Chemokine (CCL2), Zytokinen (Interleukin-1), TLRs, PTX3 (als Substanz, die mit Krebs verbundene Entzündungsreaktionen hemmt und damit der Tumorentwicklung entgegenwirkt) und Decoy-Rezeptoren in der Immunabwehr. 1994 gehörte er zu den Ersten, die das Konzept des Decoy-Rezeptors am Beispiel des Interleukin-1 Rezeptors Typ II einführten.
2016 erhielt er den Robert-Koch-Preis und den Antonio-Feltrinelli-Preis und 2006 den EFIS-Schering-Plough European Immunology Prize. 2000 wurde er Mitglied der European Molecular Biology Organization. 2016 wurde er zum Mitglied der Accademia dei Lincei, 2017 der Academia Europaea und 2024 der National Academy of Sciences gewählt.

## Schriften
- mit Charles A. Dinarello, Petro Ghezzi: Pharmacology of Cytokines, Oxford University Press 2000
- als Herausgeber: Chemokines, Basel: Karger 1999
- Cancer: Inflaming metastasis, Nature, Band  457, 2009, S. 36–37
- mit P. Allavena, A. Sica, F. Balkwill: Cancer-Related Inflammation, Nature, Band 454, 2008, S. 436–444
- mit F. Balkwill: Inflammation and cancer: back to Virchow ?,  Lancet, Band  357, 2001, S. 539–545
- mit F. Colotta, F. Re, M. Muzio, R. Bertini, N. Polentarutti, M. Sironi, J. G. Giri, S. K. Dower, J. E. Sims: Interleukin-1 type II receptor: a decoy target for IL-1 that is regulated by IL-4, Science, Band  261, 1993, S. 472–475
- mit V. Rossi, F. Breviario, P. Ghezzi, E. Dejana: Prostacyclin synthesis induced in vascular cells by interleukin-1,  Science. Band  229, 1985, S. 174–176
- mit B. Bottazzi, N. Polentarutti, R. Acero, A. Balsari, D. Boraschi, P. Ghezzi, M. Salmona: Regulation of the macrophage content of neoplasms by chemoattractants. Science, Band  220, 1983, S. 210–212
- mit A. Sica: Macrophage plasticity and polarization: in vivo veritas, J Clin Invest. Band 122, 2012, S. 787–795
- mit C. Garlanda, C. A. Dinarello: The IL-1 family: back to the future, Immunity, Band 39, 2013, S. 1003–1018
- mit C. Garlanda u. a.: Non-redundant role of the long pentraxin PTX3 in anti-fungal innate immune response, Nature, Band 420, 2002, S. 182–186
- mit B. Bottazzi, A. Doni, C. Garlanda: An Integrated View of Humoral Innate Immunity: Pentraxins as a Paradigm. Annual Review Immunol., Band 28, 2010, S. 157–183
- mit S. K. Biswas: Macrophage plasticity and interaction with lymphocyte subsets: cancer as paradigm, Nature Immunol., Band 11, 2010, S. 889–896
- mit F. Re, M. Muzio, M. De Rossi, N. Poletarutti, J. G. Giri, F. Colotta: The type II "receptor" as a decoy target for interleukin 1 in polymorphonuclear leukocytes: characterization of induction by dexamethasone and ligand binding properties of the released decoy receptor, J. Exp. Med., Band 179, 1994, S. 739–743
- mit E. Bonavita u. a.: PTX3 Is an Extrinsic Oncosuppressor Regulating Complement-Dependent Inflammation in Cancer,  Cell, Band 160, 2015, S. 700–714